# 伊比佩巴
伊比佩巴是巴西巴伊亚州的一个市镇。总面积1417.141平方公里，总人口9519人，人口密度6.7人/平方公里。